# بالمان
بالمان (بالإنجليزية: Balmain)‏ هي دار أزياء فرنسية فاخرة أسسها بيير بالمان عام 1945. وهي تدير حاليًا 16 متجرًا أحادي العلامة التجارية، بما في ذلك مواقع في نيويورك ولندن ولوس أنجلوس ولاس فيغاس وميامي وفي فيا مونتينابوليوني في ميلانو.
في عام 2016، استحوذت مايهولا للاستثمارات على بالمان (بالمان) مقابل رقم تم الإبلاغ عنه بما يقرب من 500 مليون يورو (548 مليون دولار). كانت دار بالمان وبنسبة سبعون في المائة يسيطرعليها ورثة آلان هيفلين. فكانت لا تنشر بالمان المعلومات المالية بانتظام، لكن شركة ليه ايكوس قدّرت إيراداتها في عام 2015 بمبلغ 120 مليون يورو (حوالي 136 مليون دولار)، بزيادة من 30 مليون يورو (حوالي 34 مليون دولار) في عام 2012. توقعت بالمان أن تصل إلى 150 مليون يورو في عام 2017، 90٪ منها ناتجة عن قنوات البيع بالجملة، كما أنها تبذل المزيد من الجهد في البيع بالتجزئة المباشر.
درس بيار فن الهندسة والعمار في فرنسا حيث كان يسكن، ولكنه اتجه نحو تصميم الأزياء حين كان يساعد والدته في متجرها بتنسيق الملابس للزبائن.
قرر الشاب الطموح تحقيق حلمه وبعد سنوات عدة من العمل والخبرة، افتتح عام 1945 البوتيك الخاصة به واشتهر بموضة التنانير الكبيرة التي أصبحت لاحقاً معروفة بلوك ديور.
عام 1951، أطلق مجموعته الجاهزة في أكثر من متجر في الولايات المتحدة الأميركية حيث أطلَّ على العالم بصورة الأناقة والجمال.
كانت موهبته تحاكي البساطة في التصميم وفي الوقت عينه دقة التفاصيل، فهو يبتكر البدلات الكلاسيكية كما ينفذّ فساتين السهرة لنجمات برودواي كصوفيا لورين وغيرها والفنانة العربية داليدا.
في 1964 نشر سيرة حياته: "My Years and Seasons" وتوفيّ عام 1982.

## تاريخ بالمان
ولد بالمان عام 1914 في فرنسا. كان والده يمتلك متجرًا للأقمشة، وكانت والدته وأخته تمتلكان متجرًا للأزياء حيث كان يعمل غالبًا بعد وفاة والده في عام 1921. التحق بمدرسة الفنون الجميلة في 1933-1934، بهدف دراسة الهندسة المعمارية ولكنه بدلاً من ذلك انتهى به الأمر إلى قضاء معظم وقته في تصميم الفساتين. بعد العمل في مشغل روبرت بيكيه كفنان مستقل وقضاء بعض الوقت مع إدوارد مولينو، ترك المدرسة للعمل لدى مولينو. في أواخر الثلاثينيات من القرن الماضي، خدم في سلاح الجو الفرنسي وسلك الرواد في الجيش. بعد إعلان السلام، عمل في لوسيان ليلونغ وافتتح دار الأزياء الخاصة به تحت اسمه في 44 شارع فرانسوا 1 إيه في باريس. أصدر مجموعته الأولى في أكتوبر 1945 وأول عطر له، جولي مدام في عام 1949.
في الفترة التي أعقبت الحرب العالمية الثانية، كان بيير بالمان «ملك الموضة الفرنسية» ونجوم يرتدون ملابس مثل آفا غاردنر وبريجيت باردو، سيدة نيكاراغوا الأولى هوب بورتوكاريرو، والملكة سيريكيت ملكة تايلاند. ارتدت مارلين ديتريش ملابس بالمان التي اختارتها في فيلم "No Highway in the Sky" بعام 1951.

## خلفاء بالمان من المصممون
بعد وفاة بالمان في عام 1982، كان المنزل بقيادة إريك مورتنسن، الذي وصفته فوغ بأنه «اليد اليمنى لبيير بالمان». انضم مورتنسن إلى المنزل للعمل كمساعد بالمان في عام 1951. بعد نجاح بالمان، عمل إريك مورتنسن على الحفاظ على جمالية العلامة التجارية في عالم الأزياء الراقية الدائم مع الحفاظ على الروح التقدمية للإبداع في صناعة الأزياء. قام منزل بالمان بتجنيد بيجي هوينه في عام 1982 لتقديم التوجيه الفني لاستوديوهات ترخيص الملابس النسائية الجاهزة والإكسسوارات المنزلية والنسائية. فاز إريك مورتنسن بجائزتي كشتبان ذهبي لمجموعات الأزياء الراقية، واحدة لخريف / شتاء 83/84 والأخرى لخريف / شتاء 87/88. غادر المنزل عام 1990. بعد مغادرته، تولى المصمم هيرفي بيير مهام عمله حتى عام 1992 كمدير للملابس الجاهزة والأزياء الراقية.
ربما كان المصمم الأكثر نفوذاً الذي تولى المسؤولية في بالمان هو أوسكار دي لا رنتا، الذي قاد المنزل بين عامي 1993 و2002. لقد كان دي لا رنتا، الذي كان يعمل في مجال الموضة بالفعل قبل الانضمام إلى بالمان، وجهًا مشهورًا للعلامة التجارية بالمان. عاش في مدينة نيويورك معظم حياته، على الرغم من أنه ولد في جمهورية الدومينيكان وأصبح مواطنًا أمريكيًا متجنسًا في عام 1971. يتناسب مع جمالية تصميم بالمان، مع التركيز على التفاصيل والصور الظلية الكلاسيكية. لقد فضل، مثل بالمان، التصميم المتواضع والبسيط بدلاً من الأنماط الزينة للغاية والبراقة. كانت كوتور تعاني في ذلك الوقت لأنها كانت عملاً غير عملي للغاية، لذلك انضم أوسكار إلى العلامة التجارية لتحدي نفسه ومساعدتها خلال بداية تراجع الأزياء الراقية.
بعد رحيل أوسكار دي لا رنتا، انضم كريستوف ديكارنين إلى المنزل في عام 2005. على عكس كل المصممين الذين سبقوه، أصر ديكارنين على إدخال العلامة التجارية في القرن الحادي والعشرين. لقد فضل الأسعار الباهظة والقطع البراقة التي تتناقض بشكل حاد مع سمعة العلامة لتصاميمها الكلاسيكية والفاخرة. كان يُعتبر «مصممًا لامعًا»، وأصبحت العلامة التجارية تتعلق بمكانته النجمية أكثر مما تتعلق بملابسها. في أبريل 2011، أعلن بالمان أنه سيتم استبدال ديكارنين بأوليفييه روستينج.
انضم روستينج إلى الشركة في عام 2009، بعد التحاقه بمدرسة أزياء فرنسية مرموقة وعمل تحت إشراف روبرتو كافالي. بينما كان يحب جمالية ديكارنين، أراد توجيه العلامة نحو الجوانب الدقيقة للأزياء الفرنسية. في وقت تعيينه، كان روستينج مصممًا غير معروف نسبيًا، وقد جلب نظرة جديدة على جمالية العلامة التجارية التي لا تزال قائمة حتى يومنا هذا. كان له الفضل في إضافة تأثير آسيوي إلى الملابس، حيث تضم آسيا جزءًا كبيرًا من مشتري العلامة التجارية.

## التاريخ الحديث لبالمان
- في عام 1969، حقق المغني وكاتب الأغاني بيتر سارستيد أعلى 40 أغنية بأغنية «أين تذهب إلى حبيبي». في المقطع الأول يغني عن بالمان: «تتحدثين مثل مارلين ديتريش وترقصين مثل زيزي جانماير، ملابسك كلها من صنع بالمان وهناك ألماس ولآلئ في شعرك، نعم هناك.»
- في عام 2013، قدمت بالمان منتجات العناية بالشعر وتصفيفها.[16]
- في نوفمبر 2015، أطلق بالمان تعاونه مع متجر التجزئة السويدي الدولي H&M.[17]
- في أبريل 2016، افتتحت بالمان متجرها الرئيسي في نيويورك في سوهو.[18]
- في 22 يونيو 2016، أعلنت بالمان أن مالكها الجديد سيكون مايهولا للاستثمارات.[19]
- في عام 2017، أطلق المدير الإبداعي لشركة بالمان أوليفييه روستينج أول مجموعة ملحقات من بالمان.[20]
- في 1 سبتمبر 2017، قدمت بالمان مجموعة أحمر الشفاه الخاصة بهم والتي تعاونت مع لوريال.[21]
- في 29 نوفمبر 2017، أطلقت بالمان مجموعة كبسولة مع فيكتوريا سيكريت.[22][23][24][25][26]
- في 4 ديسمبر 2018، قدم أوليفييه روستينج شعار بالمان الجديد.[27]
- في 24 سبتمبر 2019، أعلنت بالمان عن مجموعة مكياج الكبسولة، كايلي أكس بالمان، بالتعاون مع رائدة مستحضرات التجميل، كايلي جينر.[28][29][30][31][32] تم تعيين جينر أيضًا كمدير فني للمكياج لمجموعة ربيع وصيف 2020.[33]

## الترخيص
اعتبارًا من عام 2012، كان 50 ٪ من إجمالي دخل الشركة من إتاوات الترخيص.

### شركة بالمان وإنتر بيرفيومز
صفقة ترخيص وتطوير وإنتاج لمدة 12 سنة تبدأ من يناير 2012.
1.9 مليون دولار، مبيعات العطور في عام 2012، وارتفعت إلى 6.8 مليون دولار في عام 2014
انخفضت مبيعات 4.2 مليون دولار في عام 2016 بنسبة 21 في المائة بمتوسط سعر الصرف انخفض بنسبة 5.8 في المائة في العام السابق. أنهى أوليفييه هذا العقد في مارس 2017 بسبب انخفاض المبيعات. تم تسليم الإنتاج إلى انتر بارفان أمريكا مؤقتًا، حتى يتمكن بالمان من إبرام صفقة مع موزع جديد لعطرها الـ 12.

## مصممي شركة بالمان
- 1947-1976: جينيت سبانير.[36]
- 1945–1982: بيير بالمان.
- 1982-1986: بيجي هوينه كينه.
- 1982-1990: إريك مورتنسن.
- 1990-1992: هيرفي بيير برايار.
- 1993-2002: أوسكار دي لا رنتا.
- 2002-غير محدد: Laurent Mercier.
- 2003-2006: كريستوف ليبورغ.
- 2006-2011: كريستوف ديكارنين.
- 2011-غير محدد: أوليفيه روستينغ.

## روابط خارجية
- الملف الشخصي لمجلة نيويورك